# 樋口雅兼
樋口 雅兼（ひぐち まさかね）は、安土桃山時代から江戸時代初期にかけての武将、大名。豊臣氏の家臣。諱は政武とも。

## 経歴
伯耆国海池村の出身。天正5年（1577年）頃、羽柴秀吉の中国攻めに伴って臣従し、翌天正6年（1578年）、秀吉より100石を与えられた。
翌天正7年（1579年）の三木城攻めでは羽柴秀長に属して戦い、敵将別所治定を討ち取る功を挙げて秀長より別に100石を与えられ、天正11年（1583年）8月16日、近江国神崎郡・蒲生郡・野洲郡のうち17,000石を加増された。
慶長5年（1600年）の関ヶ原の戦いでは西軍に与したため所領を失い牢人となる。その後、大坂の陣では船奉行となり、木津川口の戦いでは蜂須賀至鎮の水軍を迎え撃った。大坂落城後は堀尾忠晴に寄食した。元和5年（1619年）に死去。